# Commemorative Air Force
A Commemorative Air Force, algo como "Força Aérea Comemorativa" em português, é uma organização sem fins lucrativos sediada no Texas, com o intuito de preservar e exibir aeronaves históricas. Também já foi conhecida como Confederate Air Force.